# Eva Glesková
Eva Glesková (née Eva Lehocká le 26 juillet 1943 à Zvolen, Slovaquie) est une athlète tchécoslovaque, spécialiste du sprint.
Le 1er juillet 1972, à Budapest, Eva Glesková établit le temps de 11 s 0 et égale le record du monde du 100 mètres co-détenu par l'Américaine Wyomia Tyus, la Taïwanaise Chi Cheng et les Est-allemandes Renate Stecher et Ellen Stropahl.
Elle se classe quatrième des championnats d'Europe de 1966, septième de ceux de 1969, et prend la huitième place des Jeux olympiques de 1972.

## Records
| Épreuve | Performance | Lieu             | Date     |
| ------- | ----------- | ---------------- | -------- |
| 100 m   | 11 s 0      | 1er juillet 1972 | Budapest |